# Franchi Sali

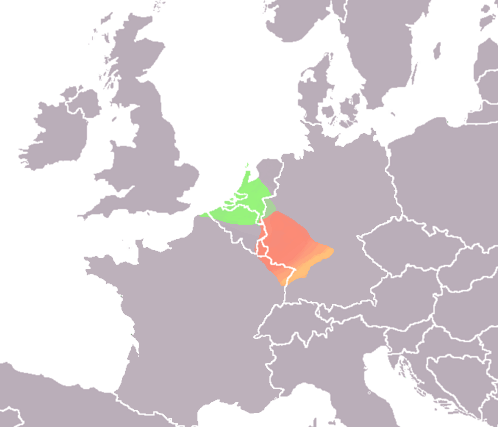
I territori dei Franchi Sali in verde, e quelli dei Franchi Ripuari in arancione

I Franchi Sali o Salii furono un gruppo dei Franchi che originariamente vivevano a nord del Limes romano, nell'area costiera sopra al Reno, nell'attuale Olanda Settentrionale, dove oggi il loro nome sopravvive in quello della regione Salland. A partire dal III secolo i Salii vennero descritti dagli storici come dei guerrieri Germani, alleati (Laeti) dei Romani. Furono la prima tribù germanica che, provenendo da oltre il limes, si stabilì permanentemente sul territorio romano.
I Sali smisero di apparire con tale nome a partire dal V secolo, quando divennero i Franchi per eccellenza. I Franchi Ripuari appaiono nelle fonti antiche più tardi. La Lex Ripuaria nacque attorno al 630 presso Colonia e venne descritta come evoluzione dell'antica legge franca, la Lex Salica. Non ci fu divisione nei Franchi tra Sali e Ripuari.

## Etnonimo
Dal VII secolo l'appellativo di "sali" venne usato per differenziare questo popolo dai Franchi Ripuari. "Salii" potrebbe derivare dal nome di un fiume olandese, un tempo chiamato Isala, o Sal, e attualmente noto come IJssel, e indicare le persone che abitavano questa zona della Gallia. Il termine "Sali" potrebbe anche far riferimento al sale e, per generalizzazione, al mare.

## Storia

### III e IV secolo
L'originaria vicinanza al mare dei Franchi Sali è dimostrata dalle prime registrazioni scritte. La loro storia è descritta da Ammiano Marcellino e da Zosimo, che ne descrissero la migrazione verso i Paesi Bassi meridionali e il Belgio. Il primo attraversamento del Reno portò scompiglio tra i Romani nel 260. Non si sa se questo popolo sia stato obbligato a entrare nell'esercito romano come i Batavi, o se gli venne assegnato un altro territorio vicino al Mar Nero, fatto sta che gli storici ne descrissero le qualità marinare durante il regno di Probo (276-282). Attorno al 286 Carausio venne incaricato di difendere le coste dello stretto di Dover dai Sassoni e dai pirati Franchi. Questo cambiò quando i Sassoni si diressero a sud entrando in territorio romano. Quando tornò la pace, l'imperatore romano Costanzo Cloro permise ai Sali di insediarsi tra i Batavi nel 297, dove in poco tempo presero il comando della loro isola sul delta del Reno. Non si sa di preciso quando un corposo gruppo decise di dirottare alcune navi di ritorno dall'Europa orientale, tornando alla loro terra d'origine sulla foce del Reno, senza grandi perdite, passando per Grecia, Sicilia e Gibilterra. I Franchi smisero di essere associati al mare quando altre tribù, probabilmente i Sassoni, li spinsero a sud. I Sali ricevettero la protezione romana e in cambio vennero reclutati da Costanzo Gallo, insieme ad altri Batavi. Questo però non prevenne l'attacco da nord portato da altre tribù germaniche, soprattutto dai Camavi. Il successivo insediamento "insolente" dei Sali in territorio romano in Toxandria (tra i fiumi Mosa e Schelda, nei Paesi Bassi ed in Belgio) venne rifiutato dal futuro imperatore romano Giuliano, che li attaccò. I Sali si arresero nel 358 accettando le condizioni imposte dall'Impero.

### dal V al IX secolo
Una famiglia salica divenne importante nella storia franca all'inizio del V secolo, giusto in tempo per diventare i Merovingi. Questo nome deriva dal mitico padre di Childerico I, Meroveo, la cui nascita viene attribuita a cause soprannaturali.
A partire dal 420, guidati da un certo Clodione, espansero il proprio territorio fino a Somme, nella Francia settentrionale. Formarono un regno la cui capitale fu Tournai, una città belga. Questo regno venne ulteriormente esteso da Childerico I e da Clodoveo I, che prese possesso anche della Gallia romana, l'attuale Francia, che da questo popolo prende il nome.
Nel 451 Flavio Ezio, regnante de facto dell'Impero Romano d'Occidente, chiamò i suoi alleati germanici su suolo romano per combattere l'invasione unnica di Attila. I Franchi Sali risposero alla chiamata combattendo nella battaglia dei Campi Catalaunici in una temporanea alleanza con Romani e Visigoti, che mise fine alla minaccia unnica che incombeva sull'impero d'Occidente.
Clodoveo, re dei Franchi Sali, divenne capo assoluto di un regno germanico formato da una popolazione mista romano-germanica nel 486. Consolidò la sua posizione con le vittorie sui gallo-romani e su altre tribù franche, spostando la capitale a Parigi. Dopo aver battuto i Visigoti e gli Alemanni, i suoi figli spinsero i Visigoti in Spagna e sottomisero Burgundi, Alemanni e Turingi. Dopo una dinastia durata 250 anni, comunque segnati da lotte intestine e da un graduale declino, il posto che i Merovingi occupavano nella società franca venne preso dai Carolingi, provenienti da una zona settentrionale nei pressi del fiume Mosa, in quelli che oggi sono il Belgio e l'Olanda meridionale.
In Gallia ci fu una fusione tra società franca e romana. Durante il governo merovingio, i Franchi iniziarono ad adottare il Cristianesimo in seguito al battesimo di Clodoveo I nel 496, evento che inaugurò un'alleanza tra i Franchi e la Chiesa cattolica romana. A differenza degli avversari Goti e Longobardi, di estrazione ariana, i Sali divennero in poco tempo cattolici.
La divisione del regno di Clodoveo tra i quattro figli (511) fu un precedente che avrebbe segnato la storia dei Franchi per oltre quattro secoli. Da questo momento la legge salica avrebbe imposto il diritto di successione per i soli eredi maschi. Si trattava più che altro di un'interpretazione della legge, piuttosto che di un nuovo modello di successione. Tra tutte le tribù germaniche, solo i Franchi utilizzarono questo stile di divisione del regno tra i vari figli.
Dal IX secolo, se non prima, la divisione tra Franchi Sali e Ripuari divenne virtualmente inesistente, ma continuò ad avere implicazioni dal punto di vista giuridico. L'aggettivo Sali è all'origine del nome della legge salica.

## Società
Dopo essersi insediati in territorio romano, svilupparono una società organizzata che coltivò la terra e non minacciò mai i vicini Romani.
Le tribù dei Sali costituivano una debole confederazione, che si aiutavano nelle negoziazioni con le autorità romane. Ogni tribù era composta da gruppi familiari estesi, raccolti attorno a una famiglia in particolare, vista come rinomata o nobile. L'importanza di questi gruppi familiari venne chiarita dalla legge salica, la quale ordinava che un individuo non avesse diritti di protezione se non apparteneva a nessuna famiglia.

## Religione
L'antica mitologia franca, e la sua religione, erano pagane e germaniche per definizione. Si crede che il culto politeistico sia stato fiorente tra i Franchi fino alla conversione di Clodoveo I al Cristianesimo, dopo la quale il paganesimo venne lentamente abbandonato.

## Lingua
La loro lingua, il francone, ha dato origine ai dialetti del medio francone e del basso francone. I Franchi Sali sono uno dei popoli che parteciparono alla nascita della prima cultura e della società olandese (insieme a Frisi, Batavi e Sassoni). Secondo gli attuali studiosi, come ad esempio Robinson, la loro lingua si evolse dal francone all'olandese.